# Naomi & Ely – Die Liebe, die Freundschaft und alles dazwischen
Naomi & Ely – Die Liebe, die Freundschaft und alles dazwischen (Originaltitel: Naomi and Ely’s No Kiss List) ist eine US-amerikanische romantische Komödie aus dem Jahr 2015. Der Spielfilm basiert auf dem gleichnamigen Roman von Rachel Cohn und David Levithan. Die Hauptrollen spielen Victoria Justice, Pierson Fode und Matthew Daddario. Der Film feierte seine Premiere am 17. Juli 2015 auf dem Outfest-Filmfestival.

## Handlung
Naomi und Ely sind seit ihrer Kindheit unzertrennlich. Doch dann verliebt sich Ely in Bruce, den Freund von Naomi.

## Hintergrund
Die Regie übernahm Kristin Hanggi, als Produzenten fungierten neben Alexandra Milchan, Lesley Vogel und Emily Gerson Saines auch Kristin Hanggi und Robert Abramoff. Das von Amy Andelson gemeinsam mit Emily Meyer geschriebene Drehbuch zum Film basiert auf dem gleichnamigen Roman von  Rachel Cohn und David Levithan, welches 2007 veröffentlicht wurde. Gedreht wurde im Oktober 2013 in New York City.
Die US-amerikanische Sängerin und Schauspielerin Victoria Justice, die durch ihre Rollen in Zoey 101 und Victorious Bekanntheit erlangte, erhielt die Hauptrolle der Naomi. An ihrer Seite spielten die Newcomer Pierson Fode und Matthew Daddario.

## Vermarktung
Nachdem der Spielfilm seine Premiere auf dem Outfest Filmfestival hatte, wurde er ab dem 18. September 2015 durch Video-on-Demand verbreitet. In Deutschland erschien der Film am 18. November 2015 auf Netflix. Am 17. November 2021 wurde der Film auf Netflix entfernt.